# Айтбай (село)
Айтбай (каз. Айтбай) — село в Амангельдинском районе Костанайской области Казахстана. Входит в состав Кумкешуского сельского округа. Находится примерно в 39 км к западу от села Амангельды. Код КАТО — 393461200.

## Население
По данным 1999 года, в селе не было постоянного населения. По данным переписи 2009 года, в селе проживало 88 человек (43 мужчины и 45 женщин).